# Platysace juncea
Platysace juncea är en flockblommig växtart som först beskrevs av Aleksandr Andrejevitj Bunge, och fick sitt nu gällande namn av C.Norman. Platysace juncea ingår i släktet Platysace och familjen flockblommiga växter. Inga underarter finns listade i Catalogue of Life.